# Vizigoti
Vizigoti (latinsko Visigothi, Vesi ali Visi) ali Zahodni Goti so bili eno od najpomembnejših vzhodnogermanskih plemen, ki se je v 4. stoletju odcepilo od Gotov. Naseljeni so bili med Dnestrom in Donavo na ozemlju sedanje Romunije. Leta 376 so se zaradi vedno večjega pritiska Hunov  umaknili na jug preko Donave in se z dovoljenjem cesarja naselili na ozemlju Rimskega cesarstva. Zaradi izsiljevanja rimskih uradnikov so se kmalu zatem uprli in leta 378 v bitki pri Odrinu porazili Rimljane. Pod Alarikom I. so  napadli Italijo in leta 410 opustošili Rim.  V tem času so, vsaj plemstvo, prestopili v arijansko krščanstvo. Uradna cerkev jih je kljub temu imela za heretike. Po opustošenju Rima so se začeli naseljevati najprej v južni Galiji (418) in zatem na Iberskem polotoku, kjer so ustanovili svoje Vizigotsko kraljestvo.
V Galiji so bili rimski federati. Kmalu po naselitvi so se iz neznanih vzrokov sprli z Rimom in ustanovili svoje kraljestvo s prestolnico v Toulousu. Od tam so začeli svojo oblast na račun Svebov in Vandalov širiti v Hispanijo. Galski del Vizigotskega kraljestva je uničil frankovski kralj Klodvik I., ki je leta 507 porazil Vizigote v bitki pri Vouilléju. Vizigotom je ostalo samo ozemlje v Hispaniji, izgubljenih ozemelj severno od Pirenejev, razen Septimanije, pa jim ni nikoli več uspelo osvojiti. Manjša elitna skupina Vizigotov se je povzpela na oblast tudi v drugih iberskih pokrajinah, predvsem v bizantinski provinci Hispaniji in svebskem kraljestvu Galicija.
Okoli leta 589 so pod Rekaredom I. prestopili iz arijanstva v nicejsko veroizpoved in postopoma prevzeli kulturo svojih hispano-rimskih podložnikov. Z zakonikom Liber iudiciorum, dokončanim leta 654, so ukinili dolgoletno prakso različne zakonodaje za Rimljane in Vizigote. Po odpravi zakonskih razlik so postali znani kot Hispani. V stoletju, ki je sledilo, so v regiji dominirali škofje in cerkveni zbori v Toledu. Dokumenti iz 7. stoletja so sorazmerno redki, zato je ta del zgodovine Vizigotov manj znan. Leta 711 ali 712 so na Iberski polotok vdrli Arabci in berberi pod poveljstvom Tarika ibn Zijada ter v bitki pri Gvadaleti porazili Vizigote. Kralj Roderik in veliko pripadnikov vizigotske elite je bilo ubitih in njihovo kraljestvo je hitro propadlo. Gotska identiteta se je obdržala predvsem v Marci Hispánici in Kraljevini Asturiji, ki ga je ustanovil vizigotski plemič Pelagij po zmagi nad Mavri v bitki pri Covadongi (718 ali 722).
Vizigoti so med svojo vladavino v Hispaniji zgradili več cerkva, ki so se ohranile. Arheologi so v zadnjem času odkrili tudi številne umetnine, med katerimi so najbolj slavne votivne krone in križi iz guarazarskega zaklada. Bili so tudi edini, ki so od propada Rimskega cesarstva do vzpona Karolingov v zahodni Evropi ustanavljali nova mesta. V Španiji in na Portugalskem so se vse do danes ohranila številna vizigotska imena. Njihova najpomembnejša zapuščina je vsekakor zakonik Liber iudiciorum, ki je bil, med drugim, vse do poznega srednjega veka osnova za dvorne procedure v večjem delu krščanskega Iberskega polotoka.

## Imena: Vesi, Ostrogoti, Tervingi, Grevtungi
Antični avtorji so gotska plemena imenovali Vesi (latinsko ime Vizigotov), Avstrogoti (latinsko ime Ostrogotov), Tervingi in Grevtungi. Večina sodobnih strokovnjakov je zaključila, da sta se za eno od plemen uporabljali imeni Vesi in Tervingi, za drugo pa imeni Ostrogoti in Grevtungi. Herwig Wolfram poudarja, da so se v primarnih virih občasno uporabljala vsa štiri imena, na primer Gruthungi, Austrogothi, Tervingi in Visi, kadar so omenjali dve različni plemeni pa so vedno uporabljali kombinaciji imen "Vesi in Ostrogoti" ali "Tervingi in Grevtungi" in nikoli kakšne druge kombinacije. Takšen zaključek potrjuje tudi Jordanes, ki vizigotske (veške) kralje od Alarika I. do Alarika II. opredeljuje kot naslednike tervinškega kralja Atanarika, ostrogotske kralje od Teodorika Velikega do Teodahada pa kot naslednike grevtunškega kralja Ermanarika. Notitia Dignitatum v podatkih za  leta 388-391 enači Vese in Tervinge.
Najzgodnejše omembe vseh štirih imen so iz približno istega obdobja. Tervingi so prvič omenjeni v hvalnici cesarja Maksimijana (vladal 285-305), ki je nastala leta 291 ali kmalu zatem, morda v Trierju 20. aprila 292, in jo običajno pripisujejo Klavdiju Mamertinu. Hvalnica pravi, da so "Tervingi drugi del Gotov" (Tervingi pars alia Gothorum), ki so se združili s Tajfali, da bi skupaj napadli Vandale in Gepide. Ime Vandali je napačno in verjetno pomeni Viktohale, ker zgodovinar Evtropij okoli leta 360 poroča, da so bili v Dakiji takrat naseljeni Tajfali,  Viktohali in Tervingi. Grevtunge prvi omenja Amijan Marcelin, ki je pisal ne prej kot leta 392 in morda po letu 395, v pripovedi o tervinškem poglavarju, ki je dokazano vladal že leta 376. Prva znana uporaba imena Ostrogoti je v dokumentu iz Milana z datumom september 392. Klavdijan omenja, da so bili Ostrogoti skupaj z Grevtungi naseljeni v Frigiji.
Wolfram omenja, da sta bili Vesi in Ostrogoti imeni, ki sta ju plemeni uporabljali za bahav opis samih sebe, imeni Tervingi in Grevtungi pa sta bila geografska pojma, katera je eno od plemen uporabljalo za opis drugega. Takšna ugotovitev bi lahko pojasnila, zakaj sta se zadnji dve imeni prenehali uporabljati kmalu po letu 400, ko so se Goti preselili zaradi vdora Hunov. Wolfram kot primer podobnega geografskega poimenovanja navaja Zosimov opis skupine ljudstev, ki so živela severno od Donave in so sama sebe imenovala Skiti, medtem ko so jih pripadniki plemen, ki so živela severno od reke Ister, imenovali Grevtungi. Wolfram je prepričan, da so bili ljudstvo, ki ga opisuje Zosim, Tervingi, ki se med vdorom Hunov niso umaknili na jug. Različnih imena gotskih plemen so po preselitvi v Rimsko cesarstvo postopoma izginila. Zadnja omemba, da so se Goti, ki jim je vladal kralj v Toulousu, imeli za Vese, je v Avitovem panegiriku Sidonija Apolinarja 1. januarja 456.
Sodobni  strokovnjaki, predvsem Peter Heather, so ugotovili, da so se Vizigoti kot prepoznavna  samostojna skupina pojavili samo v Rimskem cesarstvu. Roger Collins je prepričan, da je vizigotska identiteta nastala po gotski vojni 376-382, ko se je množica Tervingov, Grevtungov in drugih barbarskih plemen pod Alarikom I. združila v večetnične federate na vzhodnem Balkanu in zaradi večetničnosti ni mogla več trditi, da so Tervingi.
Naziv Vizigoti si je v 6. stoletja izmislil Kasiodor, Rimljan v službi Teodorika Velikega. Naziv se je nanašal na "zahodne Gote" in se je ujemal z nazivom Ostrogoti za "vzhodne Gote". Geografska delitev Gotov je stvari poenostavila, politična realnost pa je bila mnogo bolj zapletena. Kasiodor je poleg tega izraz Goti uporabljal samo za italske Ostrogote, katerim je služil, geografski izraz Ostrogoti pa je rezerviral za galsko-hispanske Gote. Takšno delitev so privzeli tudi sami Vizigoti v komuniciranju z Bizantinskim cesarstvom in se je uporabljala še v 7. stoletju.
Poleg omenjenih je obstajalo še mnogo drugih imen. Germanski bizantinski in italski avtorji na primer so eno od obeh ljudstev imenovali Valagoti, se pravi "rimski Goti". V besedilu iz leta 469 so omenjeni tudi kot Alariški Goti.

## Etimologija
Ime Tervingi bi lahko pomenilo "gozdni ljudje". To trditev podpirajo dokazi, da so se v obdobju pred naselitvijo Gotov ob Črnem morju in po njej za razlikovanje plemen, ki so živela severno od Črnega morja, običajno uporabljali geografski deskriptorji. Imeni Tervingov–Grevtungov iz obdobja pred koncem 3. stoletja zaradi pomanjkanja virov nista znani. Nekateri avtorji podpirajo trditev, da je ime Tervingi iz predpontskega odobja in morda skandinavskega izvora.
V Historia Augusta, Klavdijan in Sidonij Apolinarij Vizigote imenujeta Vesi ali Visi. Beseda je gotska in pomeni "dobro", kar namiguje na "dobro ali cenjeno ljudstvo". Jordanes njihovo ime povezuje z reko, čeprav gre najverjetneje za ljudsko etimologijo ali legendo, podobno tisti o imenu Grevtungi. Ime Vizigoti si je izmislil Kasiodor, ki je združil imeni Visi in Goti v zmotnem prepričanju, da to pomeni "zahodni Goti".

## Zgodovina

### Vojna z Rimom (376–382)
Goti  so ostali v Dakiji do leta 376, ko je eden od njihovih vodij Fritigern zaprosil rimskega cesarja Valensa za dovoljenje, da se s svojim ljudstvom naseli na južnem bregu Donave. Goti so upali, da bodo tam našli zatočišče pred Huni. Valens jim je naselitev dovolil, ker je v njih videl "odličen vir vojakov za svojo armado". Kmalu po preselitvi je izbruhnila  lakota. ker Rim ni bil pripravljen oskrbeti jih s hrano, ki jim jo je obljubil, niti jim dati zemljo. Sledil je upor, ki se je pretvoril v šest let trajajočo vojno.
Prelomni trenutek vojne je bila bitka pri Odrinu leta 378, v kateri so Goti poklali rimsko vojsko in ubili cesarja Valensa. Poraz, ki je pretresel ves rimski svet, je Rimljane prisilil k pogajanjem, dovoljenju za naselitvi Gotov na rimskem ozemlju in dolgoročno prispeval k dokončnemu propadu Rimskega cesarstva.

### Alarik I.
Novi cesar Teodozij I. je z uporniki sklenil mir, ki ga niso prekršili do njegove smrti leta 395. Tega leta je prišel na prestol najslavnejši gotski kralj Alarik I., medtem ko sta Teodozija nasledila njegova nesposobna sinova Arkadij na vzhodu in Honorij na zahodu.
V naslednjih petnajstih letih so prisiljeni mir prekinjali občasni spori med Alarikom in močnimi germanskimi generali, ki so poveljevali rimskim vojskam na vzhodu in zahodu in predstavljali resnično oblast v cesarstvu. Ko je Honorij leta 408 usmrtil zahodnega generala Stiliha, rimske legije pa pobile družine 30.000 tujih vojakov, ki so služili v rimski vojski, je Alarik napovedal vojno. Po dveh rimskih porazih v severni Italiji in obleganju Rima se je vojna končala s pogajanji. Ko je ena od rimskih strank poskusila prevarati Alarika, je zasedel rimsko pristanišče in prekinil oskrbovanje mesta. 24. avgusta 410 so Alarikovi vojaki skozi Salarijska vrata vdrli v Rim in ga izropali. Osvojitev Rima je kljub temu, da ni bil več uradna prestolnica cesarstva, ker so jo iz strateških razlogov preselili v Raveno, do temeljev pretresla Rimsko cesarstvo.

### Vizigotsko kraljestvo
Vizigotsko kraljestvo je bilo zahodnoevropsko kraljestvo, ki je nastalo v 5. stoletju v Galiji po izgubi rimske oblasti nad njo. Cesar Zahodnega rimskega cesarstva Honorij je v odgovor na invazijo Vandalov, Alanov in Svebov v rimsko Hispanijo leta 409 najel Gote, da bi mu pomagali ponovno vzpostaviti oblast nad izgubljenimi ozemlji. Leta 418 je svoje vizigotske federate nagradil z dovoljenjem za naselitev v Akvitanski Galiji. Ozemlje so dobili verjetno po pravilih, ki so veljala za rimske vojake (hospitalitas). Prva gotska naselja so ustvarila jedro prihodnjega Vizigotskega kraljestva,  ki se je postopoma razširilo preko Pirenejev na Iberski polotok.
Drugi veliki gotski kralj Evrik je združil več sprtih vizigotskih frakcij in leta 475 prisilil rimsko oblast, da mu je priznala popolno neodvisnost. Ob njegovi smrti je bilo Vizigotsko kraljestvo najmočnejša nasledstvena država Zahodnega rimskega cesarstva.
Vizigoti so postali največja sila tudi na Iberskem polotoku, ki je hitro strla Alane in prisilila Vandale k umiku v severno Afriko. Do leta 500 je Vizigotsko kraljestvo s središčem v Toulousu obvladovalo Akvitansko Galijo, Narbonsko Galijo in večino Hispanije z izjemo Svebskega kraljestva na severozahodu in manjših ozemelj, ki so jih obvladovali Baski in Kantabrijci. Leta 507 so Vizigote v bitki pri Vouilléju porazili Franki Klodvika I. in prevzeli oblast v Akvitaniji. Kralj Alarik II. je v bitki padel.
Po Alarikovi smrti so se njegov naslednik, mladoletni kralj Amalarik, in vizigotski plemiči umaknili najprej v Narbonne, ki je ostal zadnja gotska trdnjava v Galiji, in od tam preko Pirenejev v Hispanijo. Vizigotsko središče je postala najprej Barcelona in za njo Toledo. V letih 511-526 jim je vladal ostrogotski kralj Teodorik Veliki kot de iure regent za mladega Amalarika.
Leta 554 so Granado in najjužnejšo pokrajino Betiko zasedli Bizantinci, katere so pozvali, da bi poravnali vizigotske dinastična spore. Bizantinci so ustanovili svojo provinco Hispanijo, od koder so nameravali po načrtih cesarja Justinijana I. ponovno osvojiti skrajni zahod nekdanjega Rimskega cesarstva.
Zadnji arijanski gotski kralj Leovigild je leta 574 osvojil večino severnih pokrajin Iberskega polotoka (Kantabrija), Svebsko kraljestvo (585) in večji del južnega dela polotoka, ki so ga zasedli Bizantinci. Zadnje dele je osvojil kralj Svintila leta 624. Vizigotsko kraljestvo je živelo do leta 711, ko so Umajadi v bitki pri Gvadaleti 19. julija 711 ubili kralja Roderika (Rodriga). Bitka je pomenila začetek muslimanskega osvajanja Iberskega polotoka, ki se je končalo leta 718.
Za začetek krščanske rekonkviste Iberskega polotoka leta 718 je zaslužen vizigotski plemič Pelajo,  ki je v bitki pri Kovadongi porazil Umajade in na severu polotoka ustanovil Kraljevino Asturijo. Vizigoti, ki niso hoteli sprejeti muslimanske vere ali živeti pod omajadsko oblastjo, so pobegnili na sever v Frankovsko kraljestvo in nekaj generacij kasneje  igrali ključno vlogo v cesarstvu Karla Velikega.
Vizigoti so bili med svojim dolgim vladanjem v Španiji edini zaslužni za gradnjo novih mest v zahodni Evropi med 5. in 8. stoletjem. Po ugotovitvah sodobnih španskih strokovnjakov so ustanovili mesta Reccopolis, Luceo, Victoriacum in Oligitum (kasneje ponovno ustanovljeno kot Olite). Mesta se niso razcvetela in so jih prej ali slej opustili. Arabski viri jim pripisujejo tudi ustanovitev petega mesta Bajara, iz katerega se je morda razvil sodobni Montoro. Vsa mesta so bila ustanovljena za vojaške namene, tri od njih pa za proslavitev zmage.

## Kultura

### Zakonodaja
Vizigotski zakonik (forum judicum), ki je bil del aristokratskega ustnega izročila, so v zgodnjem 7. stoletju zapisali. Ohranila sta se dva rokopisa, ki sta shranjena v Escorialu. Zakonika sta bolj podrobna kot  sodobne ustave in razkrivata mnogo podrobnosti o vizigotski družbeni strukturi.
Eden od največjih prispevkov Vizigotov k družinskemu pravu je zaščita lastniških pravic poročenih žena, ki se je nadaljevala v španski in sedanji evropski zakonodaji.

### Vera
Vizigoti so sprva prakticirali različico germanskega mnogoboštva. V krščanstvo so začeli prestopati zelo zgodaj, verjetno zaradi misijonarskega delovanja arijanskega škofa svetega Vulfila (okoli 310-383), ki je bil Got ali vsaj delno Got ali pa je, morda kot suženj, odrasel med Goti. Vulfila je sestavil gotsko abecedo in v gotski jezik prevedel Sveto pismo, ki je prvi znani prevod v kakšen "barbarski" jezik.  Codex Argenteus je kraljevi rokopis iz 6. stoletja, ki še vsebuje večino evangelijev. Med germanskimi ljudstvi se je kljub temu, da so na tak ali drugačen način postopoma prestopala v krščanstvo, trdno ohranilo mnogo elementov gotske predkrščanske kulture in starih verovanj,  zlasti v podeželskih in bolj odmaknjenih področjih. Do 5. stoletja, v katerem so Vizigoti postali pomemben činitelj v evropskih dogajanjih, je bila, vsaj elita, v celoti krščanska. Podobno stanje je bilo tudi med Ostrogoti in Vandali.
Arijanstvo sta takratna katoliška in pravoslavna cerkve obravnavali kot krivoverstvo, s čimer sta naredili med Vizigoti in njihovimi katoliškimi podložniki v Hispaniji globok prepad. Iberski Vizigoti so ostali arijanci do leta 589. Gotsko Sveto pismo se je očitno uporabljajo še naprej približno do leta 700. Besedilo so verjetno prilagodili trenutnim potrebam in iz njega odstranili nekatera besedila, za katera so domnevali, da so Arijeva, gotski jezik pa se je umaknil iz javne rabe.
Globoki sektaški razkoli so bile tudi znotraj katoliškega prebivalstva polotoka.  Katoliški uzurpator Magnus Maksim, ki je poskušal dokazati svojo pravilno držo do krivovercev,  je že v pred vizigotskem obdobju leta 385 zaradi krivoverstva mučil in usmrtil škofa Priscilijana iz Ávile, ki je ustanovil skupino asketov. Preganjanje prisciljancev se je nadaljevalo tudi v naslednjih generacijah, vendar so jih v Hispaniji in Galiji izkoreninili šele v poznem 6. stoletju. Na samem začetku pontifikata papeža Leona I. v letih 444-447 je Turibij, škof Astorge v Leónu, poslal v Rim dopis z opozorilom, da priscilijanstvo nikakor ni mrtvo, da so med številnimi  podporniki tudi škofje in prosil Sveti sedež za pomoč. Leon je ukrepal in škofom razposlal niz predlogov z zahtevo, da jih podpišejo. Vsi škofje so jih podpisali. Prisciljanski škofje so se seveda obotavljali, vendar niso želeli izgubiti svojih škofij. Del krščanskih skupnosti na Iberskem polotoku s sprejetimi ukrepi in trdo politiko ni bil zadovoljen in je pozdravil prihod bolj strpnih arijanskih Vizigotov. Vizigotom se ni zdelo vredno, da bi se vmešavali v spore med katoliki, vendar so bili zainteresirani za ohranitev dostojanstva in javnega reda.
Arijanski Vizigoti so bili do judovstva in njegovih privržencev na splošno netolerantni. Judovske skupnosti, ki so v Rimskem cesarstvu in do neke mere tudi kasneje v pravoslavni bizantinski  provinci cvetele, so začeli pod katoliškimi vizigotskimi kralji sistematično preganjati.  Posledice niza cerkvenih zborov v Toledu (400-702) in ortodoksne krščanske državne politike so bile prisilno pokristjanjanje Judov, prepoved obrezovanja in šabata ter judovskih obredov in praznikov. Celo 7. stoletje so Jude bičali, ubijali in plenili njihovo premoženje, jih izjemno obdavčevali in jim prepovedovali trgovanje. Mnogi so pod prisilo prestopili v katoliško vero, v zasebnem življenju pa so še naprej živeli po judovskih postavah.
Leta 589 je kralj Rekared I. spreobrnil Vizigote v katolicizem. S pokristanjenjem vizigotskih kraljev je moč katoliških škofov zrasla do te mere, da so si na četrtem cerkvenem zboru v Toledu leta 633 prilastili pravico do izbire kralja med člani kraljeve družine. Isti cerkveni zbor si je leta 633 prilastil še pravico vizigotskega plemstva do potrjevanja izvoljenega kralja in razglasil, da se morajo vsi Judje pokristjaniti.

## Kralji

### Tervinški kralji
Vsi kralji in voditelji, razen Fritigerna in morda Alaviva, so bili pogani.
- Atanarik (369–381)
  - Rotestej, podkralj
  - Vingurik, podkralj
- Alaviv (okoli 376), upornik proti Valensu
- Fritigern (okoli 376-okoli 380), upornik proti Atanariku in Valensu

### Baltska dinastija
Kralji so bili arijanci. Trudili so se, da bi na prestolu nasledili svoje očete ali bližnje sorodnike in so zato ustvarili dinastijo. 
- Alarik I. (395–410)
- Ataulf (410–415)
- Sigerik (415)
- Valija (415–419)
- Teodorik I. (419–451)
- Torismund (451–453)
- Teoderik II. (453–466)
- Eurik (466–484)
- Alarik II. (484–507)
- Gezalek (507–511) 
  - Teodorik Veliki (511–526), regent

### Nebaltski kralji
Vizigotsko kraljestvo je po padcu baltske dinastije dosledno prešlo na voljenje kraljev. Kraljestvo je ostalo arijansko, dokler ga ni Rekared I. leta 587  spreobrnil v katoliško. Kralj Hermenegild se je spreobrnil že pred tem. V tem obdobju je svoje očete nasledilo samo nekaj sinov. 
- Tevdis (531–548)
- Tevdigizel (548-549)
- Agila I. (549–554)
- Atanagild (554–568)
- Liuva I. (568–572), od leta 569 samo v Narboniji
- Leovigild (569–586), do leta 572 samo južno od Pirenejev 
  - Hermenegild (580–585), podkralj v Betiki
- Rekared I. (580–601), sin, do 586 podkralj v Narboniji, prvi katoliški kralj 
  - Sega (586–587), upornik
  - Argimund (589–590), upornik
- Liuva II. (601–603), sin
- Viterik (603–610)
- Gundemar (610–612)
- Sizebut (612–621)
- Rekared II. (621), sin
- Svintila (621–631) 
  - Recimer (626–631), sin in družabnik
- Sizenand (631–636) 
  - Judila (632–633), upornik
- Čintila (636–640)
- Tulga (640–641)
- Hindasvind (641–653)
- Rekesvint (649–672), sin, sprva sokralj 
  - Froja (653), upornik
- Vamba (672–680)  
  - Hilderik (672), upornik
  - Pavel (672–673), upornik
- Ervik (680–687)
- Egika (687–702) 
  - Sunjefred (693), upornik
- Vitica (694–710), sin, sprva sokralj ali podkralj Galicije
- Roderik (710–711), samo v Luzitaniji in Kartaginiji
- Agila II. (711–714), samo v Tarakoniji in Narboniji 
  - Opas (712), morda v opoziciji Roderiku in Agilu II.
- Ardo (714–721), samo v Narboniji